# Devolved Parliament
Devolved Parliament (ou Question Time,  désigné en français par  « Parlement des singes ») est un tableau du street-artiste Banksy datant de 2009.
Il représente des parlementaires à la Chambre des communes du Royaume-Uni sous la forme de chimpanzés, ou de chimpanzés à la place des parlementaires. Ce tableau, vu parfois comme une allégorie du Brexit, a cependant été exposé avant l'émergence de celui-ci. Avec ses  2,50 × 4,20 m sans son encadrement, il s'agit de la plus grande œuvre sur toile de Banksy.
Estimée à un peu plus de 2 millions d'euros, la toile a été vendue en octobre 2019 à Londres lors d'une vente aux enchères par Sotheby's à 11,1 millions d'euros, établissant un nouveau record pour une œuvre de l'artiste dont la dernière œuvre s'était adjugée 1,7 million d'euro en 2008 à New York.